# 呂梁片
吕梁片方言是晋语的八个片之一，以离石话为代表，主要使用于山西省吕梁山区，以及陕西省北部部分地区，人口约500余万，包括离石话、汾阳话、临县话等。吕梁片又分为汾州小片和兴隰小片，共同特点是，平声分阴阳，入声分阴阳，不同之处在于兴隰小片的阴平与上声二声调合为一个，因而汾州小片实际上有六个单字声调，而兴隰小片有五个。
以调值、沟通程度及语感、词汇划分，吕梁片分为南北两片，分别为离石小片和隰州小片。